# 家族の肖像 (映画)
『家族の肖像』（かぞくのしょうぞう、イタリア語: Gruppo di famiglia in un interno / 英語: Conversation Piece）は、1974年公開のイタリア・フランス合作映画である。監督はルキノ・ヴィスコンティ。カラー、スコープサイズ（トッドAO35、2.35：1）、121分。
孤独な老教授（最後まで名前は明かされない）と、新世代の若者たちとの交流を描いたヴィスコンティの代表作。英語題の「Conversation Piece」とは、18世紀イギリスで流行した「家族の団欒を描いた絵画」のこと。撮影は全て教授のアパルトマンのセットの中で行われ、これは教授の閉ざされた内的世界の表現であると共に、血栓症で倒れたヴィスコンティの移動能力の限界でもある。日本ではヴィスコンティの死後、1978年に公開され大ヒットを記録、ヴィスコンティ・ブームが起こった。

## ストーリー
教授（バート・ランカスター）はローマのアパルトマンで絵画の収集・研究をしながら、管理人のドメニコと家政婦のエルミニアと共に静かに暮らしていた。そこへビアンカ（シルヴァーナ・マンガーノ）とその娘リエッタ（クラウディア・マルサーニ）およびリエッタの同居人ステファノ（ステファノ・パトリッツィ）、そしてビアンカの愛人コンラッド（ヘルムート・バーガー）がやってきて、上階を貸してくれるように頼みに来る。教授は静かな生活が壊されることを恐れて断るが、しつこく頼まれて仕方なくコンラッドを住ませることになった。
教授はあまりにも価値観の違う若者たちの行動に気が滅入る思いだったが、コンラッドが類いまれなる芸術の理解者であることを知って興味を覚える。コンラッドはかつては学問好きの青年だったのだが、過激な左翼思想に傾倒して学業を中断し、今は昔の仲間に追われていた。ビアンカの夫は実業家で、ファシズムを支持する右翼の過激派と通じていた。
ある晩、教授は心を開いて彼らを夕食に誘ったが、ビアンカの夫の話になったのがきっかけで口論になり、ステファノとコンラッドが思想的立場の違いから激しく対立して取っ組み合いの喧嘩になり、教授はなす術もなく、コンラッドは立ち去ってしまった。教授は「家族ができたと思えばよかった」と、今までの自分の態度を悔やんだ。翌日、コンラッドは教授に手紙を残して上階で爆死した。衝撃を受けた教授は死の床についた。

## キャスト
| 役名           | 俳優                         | 日本語吹替                    |
| 役名           | 俳優                         | 日本テレビ版                  |
| -------------- | ---------------------------- | ----------------------------- |
| 教授           | バート・ランカスター         | 鈴木瑞穂                      |
| コンラッド     | ヘルムート・バーガー         | 野沢那智                      |
| ビアンカ       | シルヴァーナ・マンガーノ     | 此島愛子                      |
| リエッタ       | クラウディア・マルサーニ     | 戸田恵子                      |
| ステファノ     | ステファノ・パトリッツィ     | 神谷和夫                      |
| ミケーリ弁護士 | ロモロ・ヴァリ               | 仲木隆司                      |
| エルミニア     | エルヴィラ・コルテーゼ       | 中村紀子子                    |
| 教授の母親     | ドミニク・サンダ             | 小原乃梨子                    |
| 教授の妻       | クラウディア・カルディナーレ | 小原乃梨子                    |
| 不明 その他    | N/A                          | 長堀芳夫 緒方賢一 荒川美奈子  |
| 日本語スタッフ |                              |                               |
| 演出           | 演出                         | 山田悦司                      |
| 翻訳           | 翻訳                         | 額田やえ子                    |
| 効果           | 効果                         | 南部満治 大橋勝次             |
| 調整           | 調整                         | 遠西勝三                      |
| 制作           | 制作                         | ニュージャパンフィルム        |
| 解説           | 解説                         | N/A                           |
| 初回放送       | 初回放送                     | 1987年1月1日 『新春映画劇場』 |

※日本語吹替はソフト未収録

## 受賞歴
- 1979年：第52回キネマ旬報ベスト・テン第1位
- 1979年：キネマ旬報賞 外国映画監督賞
- 1979年：第21回ブルーリボン賞外国作品賞
- 1979年：第2回日本アカデミー賞最優秀外国作品賞

## その他
- イヴァ・ザニッキの『Testarda io』やモーツァルトの交響曲が音楽として使われている。
- リエッタが引用する詩句「There's no sex life in the grave（墓場にベッドは持ち込めない）」は、W・H・オーデンの詩。
- ビアンカの夫のモデルの一人は1970年に軍事クーデターを起こそうとして失敗したファシストのユニオ・ヴァレリオ・ボルゲーゼである。物語の中では当時のイタリアとコンラッドの出身地である西ドイツの状況、例えば赤い旅団による工場の襲撃、ハイジャックの頻発、右翼テロ、出版王でありながら新左翼活動家だったジャン・ジャコモ・フェルトリネッリの謎の爆死、西ドイツにおける新左翼運動、ドラッグやフリーセックスといった当時の若者のカウンターカルチャー、世界中を遊び回る「ジェット族」と呼ばれた有閑階級といった事象が反映されている。
- リエッタ役のクラウディア・マルサーニは当時15歳で、前年のミス・ティーン・イタリアだった。
- ステファノ役のステファノ・パトリッツィは『ルートヴィヒ』の編集助手だった。1980年代初頭に俳優を辞め、広告映像の会社を起業。オメガの東京オリンピックのCMなどを制作している[1][出典無効]。
- 音楽担当のフランコ・マンニーノは、監督ヴィスコンティの妹ウベルタ・ヴィスコンティの夫